# Julien Absalon
Julien Absalon (ur. 16 sierpnia 1980 w Remiremont) – francuski kolarz górski i przełajowy, dwukrotny złoty medalista olimpijski, wielokrotny medalista mistrzostw świata i Europy MTB oraz wielokrotny zdobywca Pucharu Świata w kolarstwie górskim.

## Kariera
Pierwszy sukces w karierze Julien Absalon osiągnął w 1998 roku, kiedy zdobył złoty medal w cross-country juniorów na mistrzostwach świata MTB w Mont-Sainte-Anne. Na rozgrywanych rok później mistrzostwach świata w Åre reprezentacja Francji w składzie: Miguel Martinez, Sandra Temporelli, Julien Absalon i Nicolas Filippi zdobyła srebrny medal w sztafecie. W latach 2001 i 2002 zdobywał złote medale w kategorii U-23 na zarówno na mistrzostwach świata, jak i Europy. Ponadto w 2002 roku wspólnie z Jean-Eudesem Demaretem, Laurence Leboucher i Cédrikiem Ravanelem zdobył złoty medal w sztafecie na mistrzostwach Europy w Zurychu oraz srebrny na mistrzostwach świata w Kaprun. Pierwszy indywidualny medal wśród seniorów zdobył na mistrzostwach Europy w Grazu w 2003 roku, przegrał tam tylko z Ralphem Näfem ze Szwajcarii. Podwójny sukces osiągnął w 2004 roku, kiedy zwyciężył w cross-country na igrzyskach olimpijskich w Atenach oraz na mistrzostwach świata w Les Gets. Tytuł olimpijski obronił na igrzyskach w Pekinie w 2008 roku. W międzyczasie zdobył złote medale w cross-country na MŚ w Livigno (2005), MŚ w Rotorua (2006), MŚ w Fort William (2007) i ME w Limosano (2006) oraz srebrne na ME w Kluisbergen (2005) i ME w Kapadocji (2007). Ponadto na mistrzostwach świata w Canberze w 2009 roku był drugi za Szwajcarem Nino Schurterem, a na rozgrywanych dwa lata później mistrzostwach świata w Champéry zajął trzecie miejsce przegrywając tylko z Czechem Jaroslavem Kulhavým i Nino Schurterem. Wystartował na igrzyskach w Londynie w 2012 roku, jednak nie ukończył rywalizacji. Rok później, podczas mistrzostw świata w Pietermaritzburgu był szósty.
Wielokrotnie wygrywał zawody Pucharu Świata MTB, przy czym w sezonach 2003, 2006, 2007, 2008, 2009 i 2014 triumfował w klasyfikacji generalnej. Co więcej w sezonie 2010 był drugi, a w sezonach 2005, 2011 i 2013 zajmował trzecie miejsce w klasyfikacji generalnej. Absalon jest także ośmiokrotnym mistrzem Francji, wszystkie tytuły zdobył w latach 2003-2010. Startuje także w wyścigach przełajowych, jest między innymi kilkukrotnym medalistą mistrzostw kraju.
Ma 180 cm wzrostu i waży 69 kg. Obecnie reprezentuje barwy BMC Racing Team.

## Najważniejsze osiągnięcia
2009
- Mistrzostwa Francji MTB XC – Oisans 1 m.
- Mistrzostwa Świata MTB XC – Canberra 2 m.
- Puchar Świata MTB XC – Klasyfikacja generalna 1 m.
- Puchar Świata MTB XC – Mt. Saint Anne 1 m.
- Puchar Świata MTB XC – Madryt 1 m.
- Puchar Świata MTB XC – Houffalize 1 m.
- Puchar Świata MTB XC – Offenburg 1 m.
- Puchar Świata MTB XC – Pietermaritzburg 2 m.
- Puchar Świata MTB XC – Champery 2 m.

2008
- Igrzyska Olimpijskie – Pekin 1 m.
- Puchar Świata MTB XC – Klasyfikacja generalna 1 m.
- Puchar Świata MTB XC – Houffalize 1 m.
- Puchar Świata MTB XC – Offenburg 1 m.
- Puchar Świata MTB XC – Madryt 1 m.
- Puchar Świata MTB XC – Mt. Saint Anne 1 m.
- Puchar Świata MTB XC – Bromont 1 m.
- Mistrzostwa Francji MTB XC – Serre Chevalier 1 m.

2007
- Mistrzostwa Świata MTB XC – Fort Williams 1 m.
- Puchar Świata MTB XC – Klasyfikacja generalna 1 m.
- Puchar Świata MTB XC – Houffalize 2 m.
- Puchar Świata MTB XC – Offenburg 1 m.
- Puchar Świata MTB XC – Champery 1 m.
- Puchar Świata MTB XC – Mt. Saint Anne 1 m.
- Puchar Świata MTB XC – St. Felicien 1 m.
- Mistrzostwa Francji MTB XC – Montgenevre 1 m.
- Mistrzostwa Europy MTB XC – Kapadocja 2 m.

2006
- Mistrzostwa Świata MTB XC – Rotoura 1 m.
- Mistrzostwa Europy MTB XC – Chies d'Alpago 1 m.
- Mistrzostwa Francji MTB XC – 	Les Menuires-Val 1 m.
- Puchar Świata MTB XC – Klasyfikacja generalna 1 m.
- Puchar Świata MTB XC – Curaco 1 m.
- Puchar Świata MTB XC – Madryt 1 m.
- Puchar Świata MTB XC – Spa 1 m.
- Puchar Świata MTB XC – Fort Williams 1 m.
- Puchar Świata MTB XC – Mt. Saint Anne 3 m.

2005
- Mistrzostwa Świata MTB XC – Livingo 1 m.
- Mistrzostwa Europy MTB XC – Kluisbergen 2 m.
- Mistrzostwa Francji MTB XC – 	Bourg d'Oisans 1 m.
- Puchar Świata MTB XC – Klasyfikacja generalna 3 m.
- Puchar Świata MTB XC – Spa 1 m.
- Puchar Świata MTB XC – Madryt 1 m.
- Puchar Świata MTB XC – Willingen 3 m.

2004
- Igrzyska Olimpijskie – Ateny 1 m.
- Mistrzostwa Świata MTB XC – Les Gets 1 m.
- Mistrzostwa Francji MTB XC – Montgenevre 1 m.
- Puchar Świata MTB XC – Madryt 3 m.
- Puchar Świata MTB XC – Houffalize 3 m.
- Puchar Świata MTB XC – Schladming 1 m.

2003(kat. elite)
- Mistrzostwa Francji MTB XC 1 m.
- Puchar Świata MTB XC – Klasyfikacja generalna 1 m.
- Puchar Świata MTB XC – St. Wedel 3 m.
- Puchar Świata MTB XC – Fort Williams 3 m.
- Puchar Świata MTB XC – Mt. Saint Anne 1 m.
- Puchar Świata MTB XC – Grouse Mountain 3 m.
- Puchar Świata MTB XC – Kaprun 3 m.

2002(kat. młodzieżowiec)
- Mistrzostwa Świata MTB XC stafeta – Lugano 2 m.
- Mistrzostwa Świata MTB XC – Lugano 1 m.
- Mistrzostwa Francji MTB XC 1 m.
- Mistrzostwa Europy MTB XC 2 m.

2001(kat. młodzieżowiec)
- Mistrzostwa Świata MTB XC – Vail 1 m.
- Mistrzostwa Europy MTB XC 1 m.

1998(kat. junior)
- Mistrzostwa Świata MTB XC – Mt. Saint Anne 1 m.
- Mistrzostwa Francji MTB XC 1 m.
- Mistrzostwa Europy MTB XC 1 m.

## Puchar Świata

### Miejsca na podium XCO (elita)
| Sezon PŚ | 1. miejsce | 2. miejsce | 3. miejsce | Razem |
| 2001     | 1          | -          | -          | 1     |
| 2002     | -          | -          | -          | -     |
| 2003     | 1          | -          | 4          | 5     |
| 2004     | 1          | -          | 2          | 3     |
| 2005     | 2          | -          | 1          | 3     |
| 2006     | 3          | 1          | 1          | 5     |
| 2007     | 4          | -          | 1          | 5     |
| 2008     | 5          | -          | -          | 5     |
| 2009     | 4          | 2          | -          | 6     |
| 2010     | 1          | 2          | -          | 3     |
| 2011     | 1          | 2          | 1          | 4     |
| 2012     | 2          | -          | -          | 2     |
| 2013     | 1          | 2          | -          | 3     |
| 2014     | 3          | 3          | -          | 6     |
| 2015     | 1          | 3          | 1          | 5     |
| 2016     | 3          | 2          | 1          | 6     |
| 2017     | -          | -          | 1          | 1     |
| Suma     | 33         | 17         | 13         | 63    |